# وزن‌دهی وارون احتمالی
وزن‌دهی وارون احتمالی (به انگلیسی: Inverse probability weighting) یک تکنیک آماری برای محاسبه آمار استانداردشده برای شبه‌جمعیت متفاوت از جمعیتی است که داده‌ها در آن جمع‌آوری شده‌اند. طرح‌های مطالعه با جمعیت نمونه‌گیری متفاوت و جمعیت استنتاج هدف (جمعیت هدف) در کاربرد رایج هستند. ممکن است عوامل بازدارنده‌ای وجود داشته باشد که پژوهشگران را از نمونه‌گیری مستقیم از جمعیت هدف بازمی‌دارد، مانند هزینه، زمان، یا نگرانی‌های اخلاقی. یک راه حل برای این مشکل استفاده از یک راهبرد طراحی جایگزین است، به عنوان مثال نمونه‌برداری طبقه‌بندی‌شده. وزن‌دهی، زمانی که به درستی اعمال شود، به‌طور بالقوه می‌تواند کارایی را بهبود بخشد و سوگیری برآوردگرهای بدون وزن را کاهش دهد.

== منابع ==
- مشارکت‌کنندگان ویکی‌پدیا. «Inverse probability weighting». در دانشنامهٔ ویکی‌پدیای انگلیسی، بازبینی‌شده در ۱ دی ۱۴۰۳.